# Военная академия аль-Асад
Военная академия аль-Асад (араб. أكاديمية الأسد للهندسة العسكرية‎), также известная как Военно-техническая академия им. Хафеза Асада. В академии готовят военнослужащих сухопутных и бронетанковых войск ВС Сирии.
Академия расположена в городе Алеппо в 7 км юго-западней центра города.
Во время гражданской войны на академию неоднократно осуществлялись нападения.